# Distretto di Sayed Karam
Il distretto di Sayed Karam è un distretto dell'Afghanistan appartenente alla provincia della Paktia. Conta una popolazione di 56.882 abitanti (dati 2015).